# The Longest Day
The Longest Day (bra: O Mais Longo dos Dias; prt: O Dia Mais Longo) é um filme americano de 1962, dos gêneros guerra e drama, cujos realizadores são Ken Annakin, Andrew Marton, Bernhard Wicki e Darryl F. Zanuck.

## Sinopse
O filme relata o ataque acontecido no dia 6 de junho de 1944, conhecido como o Dia D, que desbancou o domínio nazista na Europa e marcou o início do fim da Segunda Guerra Mundial. A ofensiva, que envolveu mais de três milhões de homens, foi uma das mais ousadas e sangrentas estratégias militares da era moderna.

## Elenco
- Eddie Albert .... coronel Thompson
- Paul Anka .... soldado
- Arletty ....  madame Barrault
- Jean-Louis Barrault ....  padre Louis Roulland
- Richard Beymer ....  Schultz
- Hans Christian Blech ....  major Werner Pluskat
- Bourvil ....  prefeito de Colleville
- Richard Burton ....  oficial-aviador David Campbell
- Wolfgang Büttner ....  general-major Dr. Hans Speidel
- Red Buttons ....  John Steele
- Sean Connery ....  Flanagan
- Irina Demick ....  Janine Boitard
- Fabian .... Soldado
- Mel Ferrer .... major-general Robert Haines
- Henry Fonda ....  general-brigadeiro Theodore Roosevelt Jr.
- Steve Forrest ....  capitão Harding
- Gert Fröbe .... sargento Kaffekanne
- Jeffrey Hunter .... sargento John H. Fuller
- Curd Jürgens ....  general-major Gunther Blumentritt
- Peter Lawford ....  lorde Lovat
- Roddy McDowall .... soldado Morris
- Sal Mineo .... soldado Martini
- Robert Mitchum ....  general brigadeiro Norman Cota
- Kenneth More ....  capitão Colin Maud
- Edmond O'Brien ....  general Raymond D. Barton
- Madeleine Renaud ....  madre superiora
- Robert Ryan ....  general-brigadeiro James M. Gavin
- George Segal .... Ranger
- Rod Steiger ....  comandante do destróier
- Richard Todd .... major John Howard
- Tom Tryon .... tenente Wilson
- Robert Wagner ....  soldado
- Peter Van Eyck .... tenente Coronel Ocker
- John Wayne ....  tenente-coronel Benjamin Vandervoort
- Stuart Whitman .... tenente Sheen

## Principais prémios e nomeações
Oscar 1963 (EUA)
- Vencedor nas categorias de melhor fotografia em preto e branco e melhores efeitos especiais.
- Indicado nas categorias de melhor filme, melhor montagem e melhor direção de arte em preto e branco.

Prêmio Eddie 1963 (American Cinema Editors, EUA)
- Venceu na categoria de melhor edição.

Prêmio David di Donatello 1963 (Itália)
- Venceu na categoria de melhor filme estrangeiro.

Globo de Ouro 1963 (EUA)
- Venceu na categoria de melhor filme - preto e branco.
- Nomeado na categoria de melhor filme - drama.

National Board of Review 1962 (EUA)
- Venceu na categoria de melhor filme em língua inglesa.